# Lasioglossum clarigaster
Lasioglossum clarigaster is een vliesvleugelig insect uit de familie Halictidae. De wetenschappelijke naam van de soort is voor het eerst geldig gepubliceerd in 1918 door Cockerell.

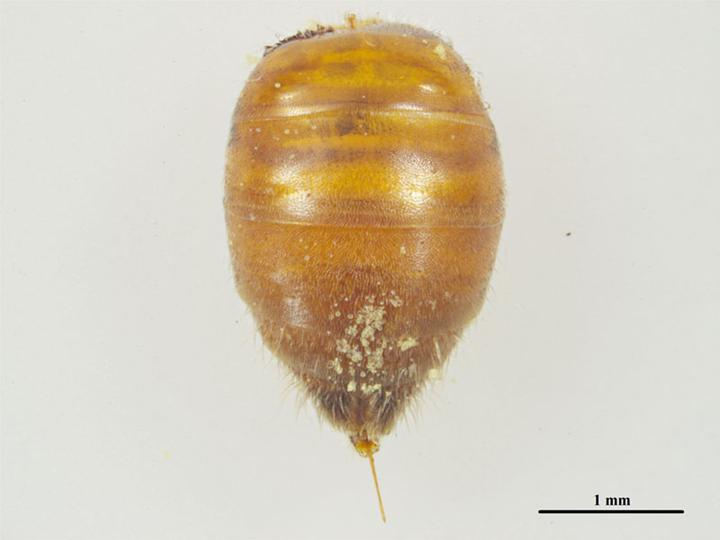
Achterlijf van het vrouwtje